# Zeale scalaris
Zeale scalaris là một loài bọ cánh cứng trong họ Cerambycidae.